# Дмитриенко, Ваня
Ива́н Ви́кторович (Ва́ня) Дмитрие́нко (род. 25 октября 2005, Красноярск, Россия) — российский певец, актёр кино, получивший раннюю популярность после выхода трека «Венера-Юпитер». Лауреат рейтинга Forbes «30 до 30» 2023 года в категории «Музыка».

## Биография
Родился 25 октября 2005 года в Красноярске. Отец — музыкант, проживает отдельно[уточнить], мать Светлана Дмитриенко – психиатр-нарколог. У Дмитриенко есть старшая сестра Валерия и сводная младшая сестра Варвара. В детстве занимался вокалом с педагогом, а также в театре «Этти Дети».
В 2018 году переехал вместе с семьёй в Москву. Стал участником продюсерского центра «Республика KIDS». После девятого класса поступил в два колледжа — в Музыкальное училище имени Гнесиных и на экономику и финансы в колледж Московского финансово-юридического университета. Но в итоге решил учиться во втором.
В 2020 году принял участие в проекте «Хочу с Open Kids». Стал одним из трёх победителей шоу. В июне вышел их совместный клип на песню «Ответь мне». Летом 2020 года подписал контракт с лейблом «Zion Music».
В конце 2020 года в своём TikTok-аккаунте выложил небольшой отрывок из новой композиции «Венера-Юпитер». Всего за два дня этот отрывок собрал более десяти тысяч кавер-версий от поклонников. Сингл, написанный в соавторстве с Артёмом Шаповаловым, был выпущен 31 декабря 2020 года. 10 февраля 2021 года был выпущен клип, режиссёром которого выступил Олег Богатырёв. Песня быстро стала хитом, заняв первые места в чартах Яндекс. Музыки и Apple Music Russia. Она заняла третье место по итогам 2021 года в Apple Music.
В середине февраля 2021 года Дмитриенко впервые выступил с сольным концертом на сцене концерт-клуба «Москва». Стал гостем шоу «Вечерний Ургант».
В 2021 году кавер Дмитриенко на песню группы t.A.T.u. — "220", вошёл в официальный трибьют-альбом «200 по встречной».
В 2021 году стал одним из выступавших на празднике «Алых парусах».
В декабре 2021 года за песню «Венера-Юпитер» Дмитриенко получил национальную музыкальную премию «Золотой граммофон», став самым юным обладателем премии за всю её историю.
В вышедшем 1 января 2022 года на «Первом канале» новогоднем шоу «Ciao, 2021!» под именем Giovanni Demetrio исполнил песню «Venere-Urano» (переделанную версию «Венера-Юпитер»).
В 2022 году стал участником 13 сезона шоу «Танцы со звёздами» в паре с танцовщицей и хореографом Любиной Кузнецовой. В конце мая выступил в Петербурге на концерте «Петровские ассамблеи 2.0», посвящённом 350-му дню рождения Петра I, а в июле — на [[VK Fest].
В феврале 2023 года выпустил дебютный альбом «Параноик».
В феврале — марте 2023 года принял участие в четвёртом сезоне шоу «Маска» на НТВ в образе Ворона.
В мае 2023 года попал в лонг-лист рейтинга Forbes «30 до 30» в категории «Музыка», став самым молодым участником в этой категории.
8 июля 2023 года выступил с концертом на стадионе «Открытие Банк Арена». Также написал 5 песен для Григория Лепса, которые вошли в вышедший в 2023 году альбом певца «Завтра».
Первый гастрольный тур Дмитриенко «На одной орбите» состоялся в период с 3 ноября по 6 декабря 2023 года и охватил 14 городов Урала, Поволжья и Сибири, а также «обе столицы»: Москву и Санкт-Петербург. Тур прошёл при поддержке музыкального лейбла «Zion Music», Президентского фонда культурных инициатив и фестиваля молодого искусства «Таврида. АРТ».
21 февраля 2024 года вместе с Андреем Ширманом (DJ Smash) исполнил гимн Международного мультиспортивного турнира «Игры будущего» на официальной церемонии открытия в Казани.
В октябре 2024 года стал моделью новой коллекции бренда рэпера Канье Уэста Yeezy.

## Дискография

### Студийные альбомы
- 2023 — «Параноик»

| №   | Название              | Длительность |
| --- | --------------------- | ------------ |
| 1.  | «Интро»               | 1:16         |
| 2.  | «Пицца»               | 2:36         |
| 3.  | «Бейби (new version)» | 3:13         |
| 4.  | «Параноик»            | 2:41         |
| 5.  | «Вера»                | 2:17         |
| 6.  | «Москва ночная»       | 2:08         |
| 7.  | «Зелёные глаза»       | 2:58         |
| 8.  | «31-я весна (cover)»  | 2:33         |
| 9.  | «Песни про любовь»    | 2:09         |
| 10. | «Зима»                | 1:41         |
| 11. | «220»                 | 2:22         |

### Синглы

#### В качестве ведущего исполнителя
| Год  | Название                                                            |
| ---- | ------------------------------------------------------------------- |
| 2025 | «Шёлк»                                                              |
| 2025 | «Настоящая»                                                         |
| 2025 | «Цветаева»                                                          |
| 2024 | «Вишневый»                                                          |
| 2024 | «Васильки»                                                          |
| 2024 | «Напалм» (при уч. стасиес)                                          |
| 2023 | «Мелом» (из т/с «Плакса»)                                           |
| 2023 | «Дождь»                                                             |
| 2023 | «Хочешь я дам тебе весь мир» (при уч. Ника Жукова, из т/с «Плакса») |
| 2023 | «Дыши» (из т/с «Плакса»)                                            |
| 2023 | «Хатико»                                                            |
| 2023 | «Прятки»                                                            |
| 2023 | «Рыбка» (при уч. «Моя Мишель»)                                      |
| 2023 | «Школьная пора»                                                     |
| 2023 | «Не забирай» (при уч. «COSMOS girls»)                               |
| 2022 | «Ничего не бойся я с тобой» (при уч. Асия)                          |
| 2022 | «Венера-Юпитер (Новогодняя версия)»                                 |
| 2022 | «31-я весна» («Ночные снайперы» cover)                              |
| 2022 | «Команда МАТЧ»                                                      |
| 2022 | «Бейби» (при уч. Григорий Лепс)                                     |
| 2022 | «Сила притяжения»                                                   |
| 2022 | «Другое Дело»                                                       |
| 2022 | «Лего»                                                              |
| 2021 | «Вечно молодым» (из т/с «Струны»)                                   |
| 2021 | «Всё не так» (при уч. Анет Сай)                                     |
| 2021 | «Пускай»                                                            |
| 2021 | «За кулисами» (при уч. Nikitata, Маша Кольцова, Арина Ростовская)   |
| 2021 | «Открытка» (при уч. ХАБИБ)                                          |
| 2021 | «36,6»                                                              |
| 2021 | «Стерва»                                                            |
| 2021 | «Венера-Юпитер»                                                     |
| 2020 | «Навечно»                                                           |
| 2020 | «Танцуй»                                                            |
| 2020 | «В сердечке нить»                                                   |

#### Гостевое участие
| Название                                                                                 | Год  | Альбом            |
| ---------------------------------------------------------------------------------------- | ---- | ----------------- |
| «Такие дела» (РУВИ совместно с Ваней Дмитриенко)                                         | 2020 |                   |
| «Ответь мне» (Open Kids совместно с Ваней Дмитриенко)                                    | 2020 |                   |
| «Лифтами» (DAASHA совместно с Ваней Дмитриенко)                                          | 2021 | Чувства Z         |
| «Танцы под дождём» (Mia Boyka совместно с Ваней Дмитриенко)                              | 2021 | Прощальный альбом |
| «Ты со мной» (Lina Lee совместно с Ваней Дмитриенко)                                     |      |                   |
| «Я верю (Спутник)» (Remember совместно с Ваней Дмитриенко)                               | 2022 |                   |
| «Псина» (GRILLYAZH совместно с Ваней Дмитриенко)                                         | 2022 |                   |
| «Плакса» (Ника Жукова совместно с Ваней Дмитриенко)                                      | 2023 |                   |
| «Не представляешь» (5УТРА совместно с Ваней Дмитриенко)                                  | 2024 |                   |
| «Люди Будущего» (официальный гимн «Игр Будущего», DJ Smash совместно с Ваней Дмитриенко) | 2024 |                   |
| «Ты даже не представляешь» (5УТРА совместно с Ваней Дмитриенко)                          | 2024 |                   |
| «Капельки на ресницах» (Ника Жукова совместно с Ваней Дмитриенко) (из т/с «Плакса»)      | 2024 |                   |

#### Кавер-версии
| Название                | Альбом                                               | Год  |
| ----------------------- | ---------------------------------------------------- | ---- |
| «220»                   | Трибьют t.A.T.u. «200 по встречной» (трибьют-альбом) | 2021 |
| «Невозможное возможное» | 13 друзей Билана (сборник)                           | 2021 |

## Видеография
| Год  | Название                                                          | Режиссёр       |
| ---- | ----------------------------------------------------------------- | -------------- |
| 2021 | «Венера-Юпитер»                                                   | Олег Богатырев |
| 2021 | «Ответь мне» (при уч. Open Kids)                                  | не указан      |
| 2021 | «Открытка» (при уч. ХАБИБ)                                        | Daniel Kim     |
| 2021 | «За кулисами» (при уч. Nikitata, Маша Кольцова, Арина Ростовская) | не указан      |
| 2021 | «Вечно молодым»                                                   | не указан      |
| 2021 | «Ты со мной» (при уч. Lina Lee)                                   | не указан      |
| 2021 | «Пускай»                                                          | Артём Сотник   |
| 2022 | «Сила притяжения»                                                 | не указан      |
| 2023 | «Пицца»                                                           | Алексей Волк   |
| 2023 | «Параноик»                                                        | Алексей Волк   |
| 2023 | «Вера»                                                            | Алексей Волк   |
| 2024 | «Капельки на ресницах» (при уч. Ники Жуковой)                     | Алина Верипя   |
| 2024 | «Многоэтажные чувства» (при уч. Ники Жуковой)                     |                |
| 2025 | «Вишнёвый»                                                        | Lika Nadir     |
| 2025 | «Цветаева»                                                        | Lika Nadir     |

## Фильмография
| Год  |   | Название   | Роль                   |
| ---- | - | ---------- | ---------------------- |
| 2021 | с | Родком     | парень Софьи (2 сезон) |
| 2021 | с | Олег       | Гена Одарённый         |
| 2022 | с | Галустян + | Камео                  |
| 2023 | с | Конфетка   | Камео                  |
| 2023 | с | Плакса     | Никита                 |

## Премии и номинации
| Год  | Премия                  | Категория                                 | Результат |
| ---- | ----------------------- | ----------------------------------------- | --------- |
| 2021 | Золотой граммофон       |                                           | Победа    |
| 2021 | Новое Радио AWARDS 2022 | «Прорыв года»                             | Победа    |
| 2021 | «Прорыв года Best 2021» | «Открытие года»                           | Победа    |
| 2021 | MTV Россия              | «Музыкант года»                           | Победа    |
| 2021 | Премия RU.TV 2021       | «Лучший старт»                            | Номинация |
| 2022 | Премия RU.TV 2022       | «Кино и музыка»                           | Номинация |
| 2022 | Жара Music Awards       | «Прорыв года»                             | Победа    |
| 2022 | Top Hit Music Awards    | «Локальный радиохит года (мужской вокал)» | Победа    |